# 圣埃莱娜
圣埃莱娜（法語：Sainte-Hélène，法語發音：[sɛ̃t elɛn] ⓘ）是法国吉伦特省的一个市镇，属于莱斯帕尔梅多克区。

## 地理
圣埃莱娜（44°57'56"N, 0°53'3"W）面积127.87 平方千米，位于法国新阿基坦大区吉倫特省，该省份为法国西南部沿海省份，是法國本土面积最大的省，北起滨海夏朗德省，西临大西洋，南至朗德省，东南接洛特-加龍省，东临多爾多涅省。
与圣埃莱娜接壤的市镇（或旧市镇、城区）包括：利斯特拉克梅多克、布拉什、卡斯泰尔诺-德梅多克、拉卡诺、梅多克地区穆利斯、萨洛讷、索莫斯、勒唐普勒。

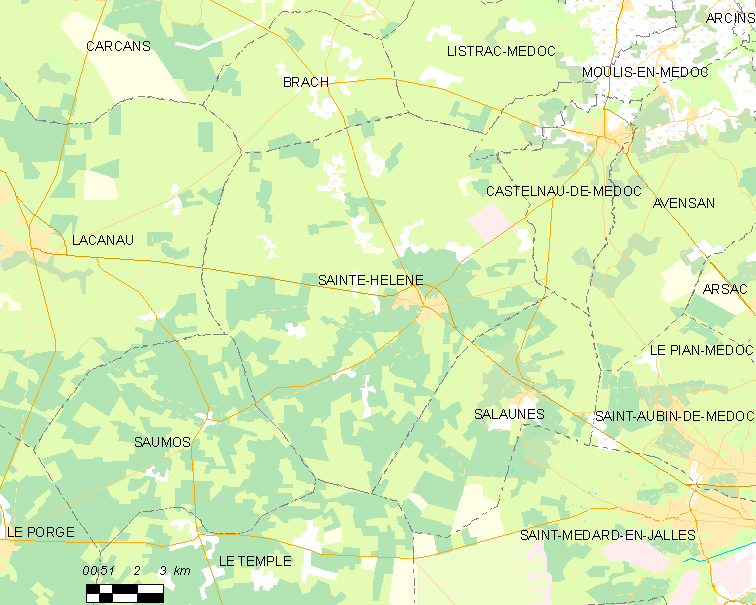
圣埃莱娜的OSM定位图

圣埃莱娜的时区为UTC+01:00、UTC+02:00（夏令时）。

## 行政
圣埃莱娜的邮政编码为33480，INSEE市镇编码为33417。

## 政治
圣埃莱娜所属的省级选区为南梅多克县。

## 人口

1962-2008年间圣埃莱娜人口变化图示

圣埃莱娜于2022年1月1日时的人口数量为3068人。